# Kościół św. Jana w Żytawie
Kościół św. Jana (niem. St.-Johannis-Kirche) – klasycystyczna świątynia luterańska znajdująca się w niemieckim mieście Żytawa.

## Historia
Pierwsza wzmianka o kościele pochodzi z roku 1291, lecz przypuszczalnie romańska bazylika znajdowała się tu już na początku XIII wieku. W XIV wieku był to kościół halowy z niedokończoną dwuwieżową fasadą. W latach 1421–1437 był on tymczasowo siedzibą praskiej kapituły archikatedralnej i główną świątynią arcybiskupstwa. W latach 1485–1531 kościół rozbudowano do czteronawowej hali. W XVII wieku niemiecki kompozytor Andreas Hammerschmidt pracował tu jako organista. Świątynia spłonęła 23 lipca 1757, podczas wojny siedmioletniej. Prace rekonstrukcyjne rozpoczęto w 1766 roku i trwały one do roku 1804, zrealizowano barokowy projekt Johanna Andreasa Hünigena i Karla Christiana Eschkego. Nowy budynek miał jednak od początku problemy konstrukcyjne. Po zasięgnięciu opinii ekspertów rozpoczęto klasycystyczną przebudowę wg projektu Karla Friedricha Schinkla, którą kierował jego uczeń, Carl August Schramm. Prace budowlane trwały w latach 1834–1837. Podczas obu wojen światowych zarekwirowano kościelne dzwony. W latach 2012–2015 gmach odrestaurowano.

## Architektura i wyposażenie
Świątynia klasycystyczna, trójnawowa, o układzie halowym. Północną wieżę, mającą w górnej części rzut ośmiokąta, wieńczy dach namiotowy. Na szczycie południowej wieży znajduje się mieszkanie strażnika i taras widokowy. Korpus nawowy przykrywa dach dwuspadowy. Drewniany strop dekorują kasetony, w nawach bocznych ulokowano empory o surowym, prostym wyglądzie. Prezbiterium zdobi malowidło ze sceną objawienia na wyspie Patmos, którego doznał św. Jan Ewangelista. Za ołtarzem w 1888 zainstalowano piaskowcową figurę Chrystusa autorstwa Adolfa Schwarza, wzorowaną na słynnej rzeźbie Bertela Thorvaldsena. 87-głosowe organy wykonało w 1929 roku lokalne przedsiębiorstwo Orgelbau A. Schuster & Sohn, ich remonty miały miejsce w 1985, 1993 i 2013 roku. Świątynia posiada cztery dzwony, największy z nich odlano w 2018 roku w ludwisarni Bachert. Poświęcono go 30 września 2018, w uroczystości uczestniczył m.in. premier Saksonii Michael Kretschmer.

## Galeria

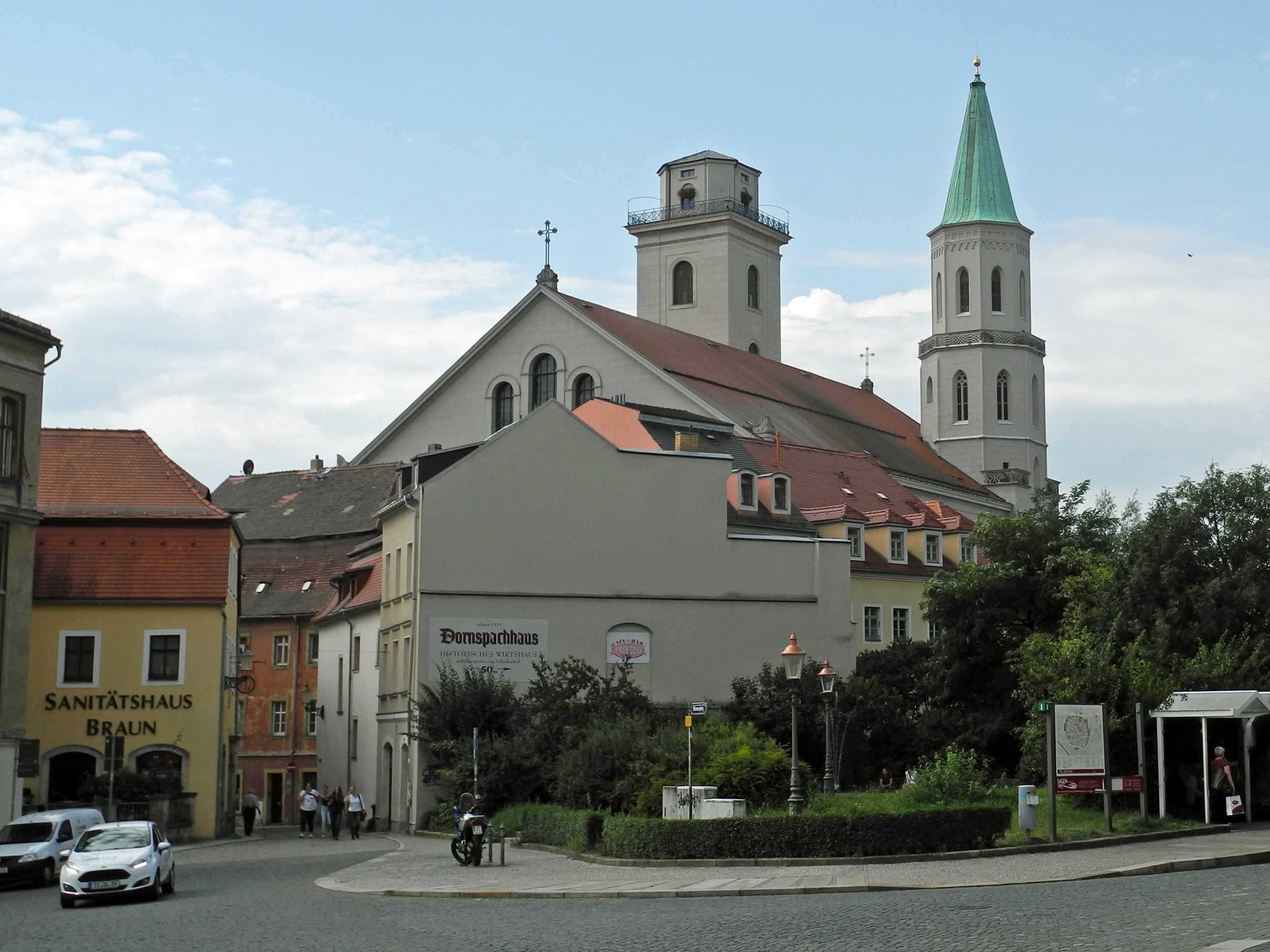
Widok z północnego wschodu
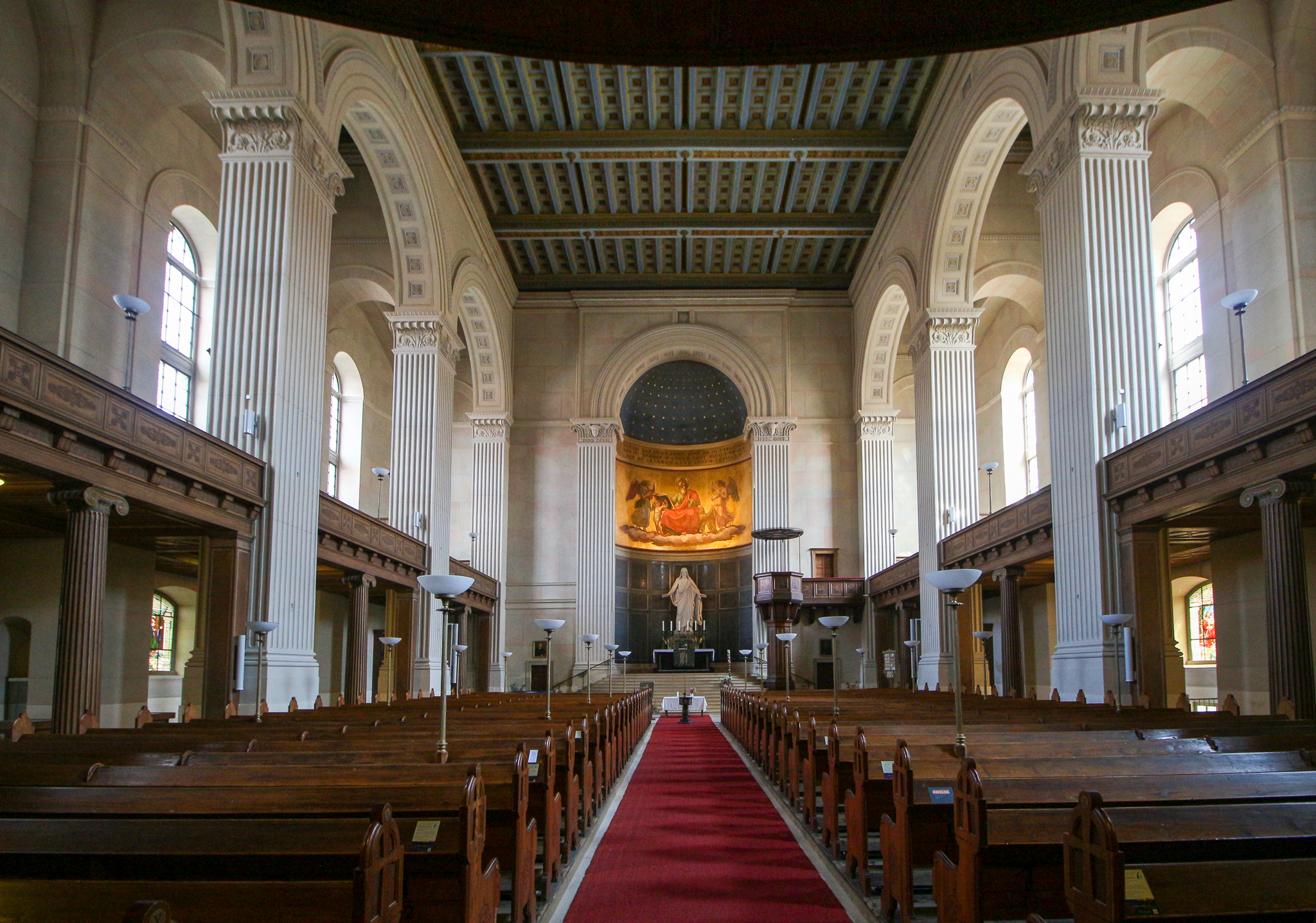
Wnętrze
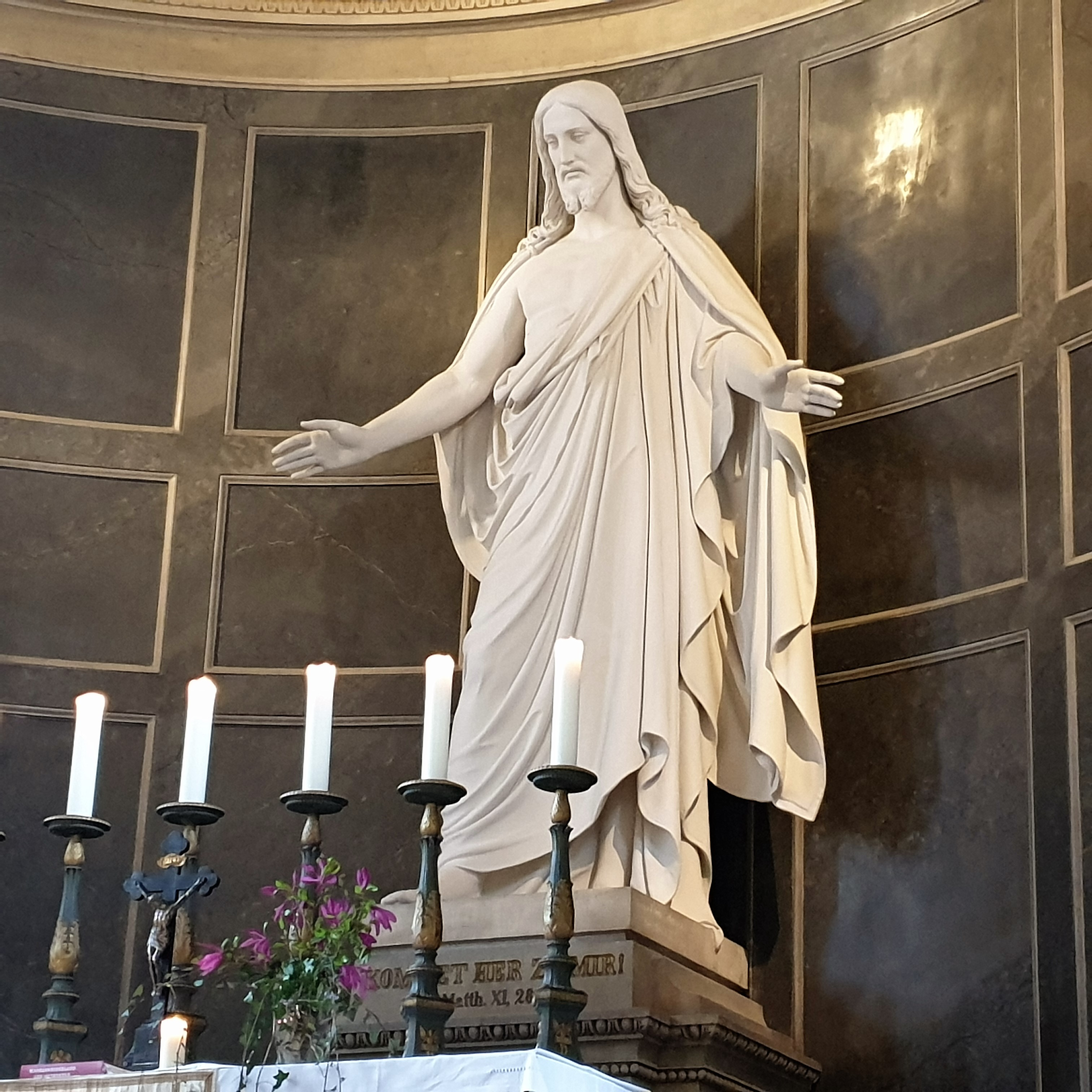
Figura Chrystusa
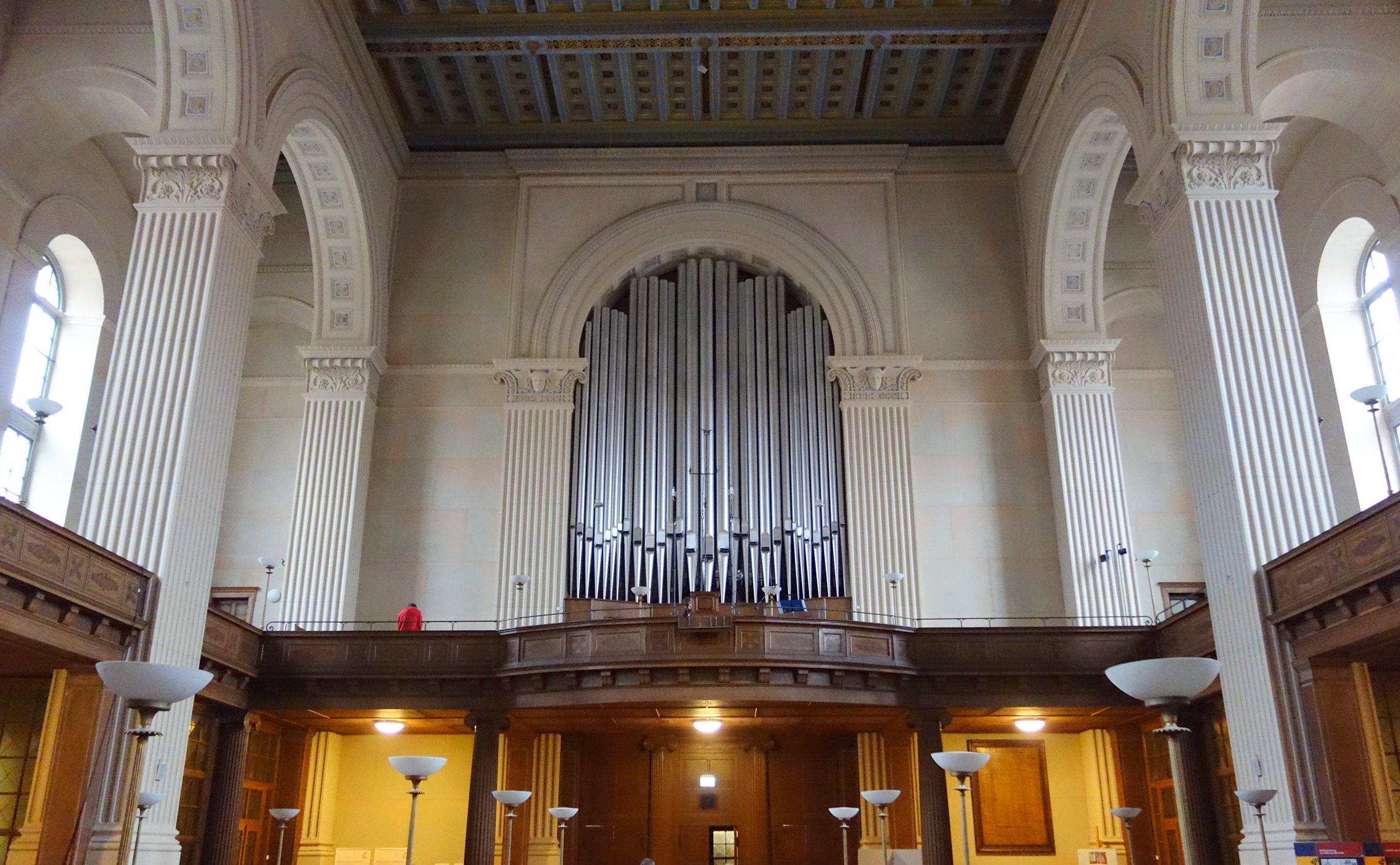
Organy